# Fejérvármegyei és Székesfejérvár városi történelmi s régészeti egylet
A Fejérvármegyei és Székesfejérvár városi történelmi s régészeti egylet 1873-ban alakult; célja a megye s város múltjának földerítése; a történelem s régészet támogatása irodalmi téren. Van régiségtára. Az egylet több kisebb körű régészeti s történelmi kiállítást és felolvasást rendezett. A város és megye közreműködésével, az országos embertani s régészeti egylet megbízásából, a megye s város területén ásatásokat rendezett. Két terjedelmes évkönyvet adott ki 1885-ben és 1893-ban Hattyuffy Dezső titkár dr. szerkesztése mellett.
A Pallas nagy lexikona írásakor az egylet elnöke Fiáth Miklós (1848–1901) báró, főispán; alelnökök: Károly János (1834–1915), apátkanonok és Sárközy Aurél, alispán. Az egylet vagyona volt 1893 végén alapítványi tőkében: 1250 forint; kamatok és tagdíjakban: 399 forint 73 korona. Tagok száma 1894. év elején volt: alapító tag 20; rendes tag 174. Tagdíj: alapító 50 forint, rendes tag 1 forint. Az említett Évkönyveken kívül az egylet kiadásában megjelentek: «Érd és Batta községek történeti vázlata» Kereskényi Gyulától; «Jegyzék azon éremgyüjteményről, melyet Pauer János püspök a régiségtárnak adományozott» Czobor Bélától; «Moha község történelmi vázlata» Hattyuffy Dezsőtől.
1910-től Múzeumegyesület néven működött tovább a szervezet.